# Paul-Henri Campbell

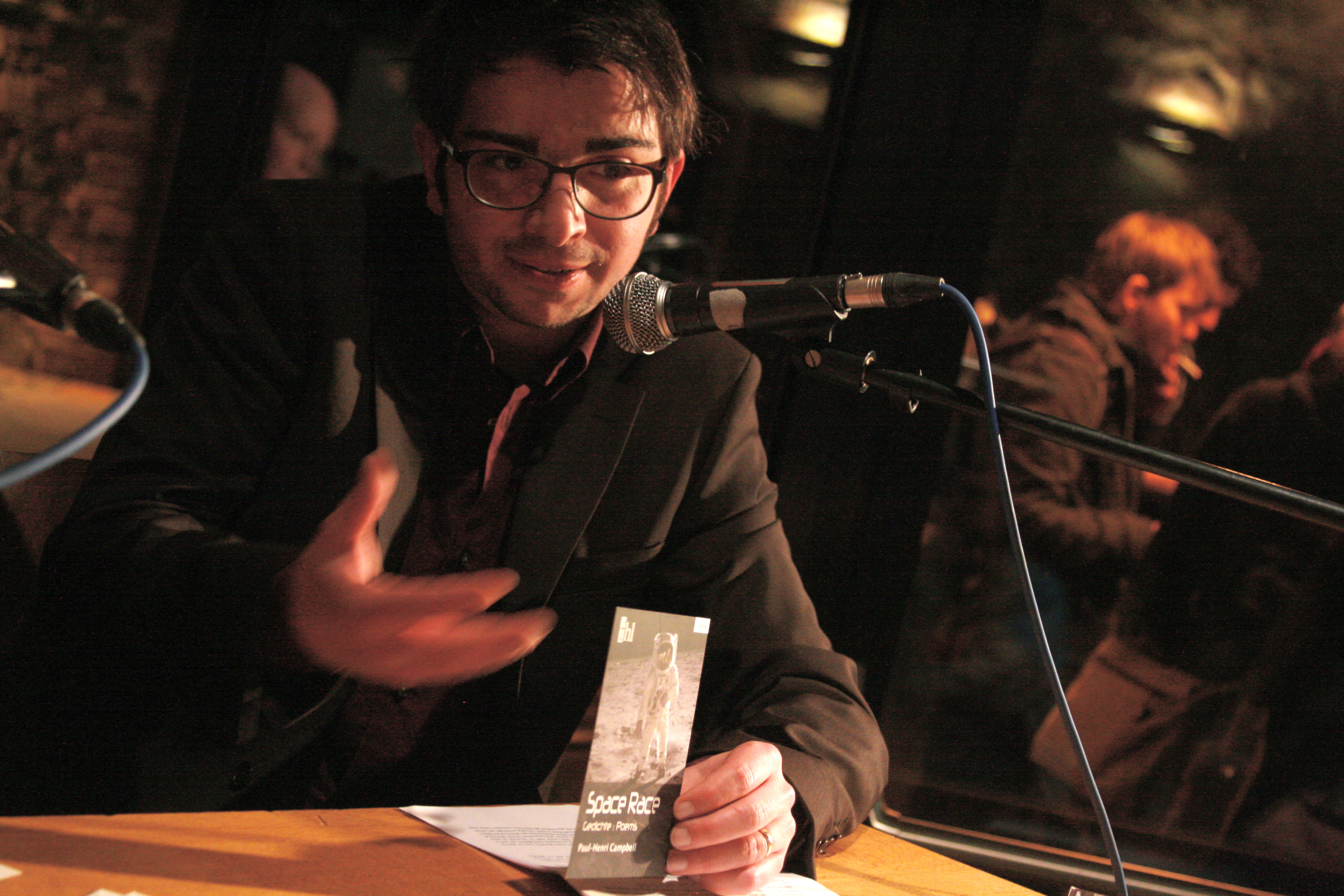
Paul-Henri Campbell na wieczorze autorskim w Lipsku w 2012

Paul-Henri Campbell (ur. 1982 w Bostonie) – niemiecko-amerykański pisarz.
Jest autorem dwujęzycznym i pisze prozą oraz teksty liryczne w języku angielskim i niemieckim. Studiował filologię klasyczną i teologię katolicką na National University of Ireland w Dublinie i Goethe-Universität we Frankfurcie nad Menem.
W swoich pracach Campbell poszukuje mitologii współczesności. Jego prozę określa się jako mistyczny realizm. Obok pojedynczych tomów udzielał się licznymi publikacjami w czasopismach literackich (np. Lichtungen, Purnev Literary Magazine, Hessischer Literaturbote, entwürfe, KGB Magazine, außer.dem).

## Życiorys
Paul-Henri Campbell jest synem amerykańskiego oficera i niemieckiej pielęgniarki. Wychował się w Massachusetts i przeprowadził się później z rodzicami do Niemiec, gdzie zdawał maturę w Bawarii. Życie Campbella jest kształtowane przez jego historię choroby. Od urodzenia cierpi przez wadę serca i nosi stymulator od 24 roku życia.

## Dzieła
Opowieści autora dwujęzycznego są głównie kształtowane przez użycie tragedii ironicznej. Uporządkowane biografie postaci i kontekst akcji wchodzą w stosunek rozdwojenia, który tylko trudno rozwiązać. Przeważnie są to sytuacje, w których powstaje sprzeczność pomiędzy "pragnąć" a "musieć". Charakterystyczne są dla Campbella ważne tematy dotyczące życia ludzkiego, jak np. miłość. W scenicznych obrazach Campbell określa mity życia codziennego, polegające na tradycji symbolizmu. Sceny tematyczne jego liryki, to m.in. linia "A" metra nowojorskiego, sztuczne członki lub speed dating (zorganizowana aktywność społeczna, w której ludzie poszukujący romantycznych związków odbywają serie krótkich rozmów z potencjalnymi partnerami, aby określić, czy istnieje wspólny interes). Campbell stara się nie ograniczać liryki do poziomu jednego wiersza. W związku z tym jego tom „Spacerace” jest w całości realizacją mitologii kształtującej XX wiek – zdobycie i walka o Księżyc.

## Publikacje
- Duktus Operandi. Poetry, ATHENA-Verlag, Oberhausen 2010.
- Meinwahnstraße. Short Stories, fhl-Verlag, Leipzig 2011.
- Space Race. Gedichte: Poems, fhl-Verlag, Leipzig 2012.
- Benedikt XVI. Audio Book, (głośnik: Andreas Herrler and Mirko Kasimir), Monarda Publishing House, Halle/Saale 2012.

## Nagrody
- 2012 Dichtungsring, Bonn: Award in Translation[13].